# 後藤庄三郎
後藤 庄三郎（ごとう しょうざぶろう）は、近世日本の金座の当主、すなわち御金改役を世襲した名跡。初代の後藤庄三郎光次に始まり、11代目で断絶した。以降御金改役は支流の三右衛門家と、後藤四郎兵衛家の後藤吉五郎が継いでいる。

## 元祖庄三郎

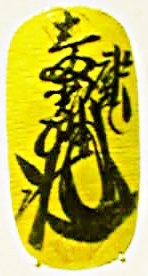
武蔵墨書小判

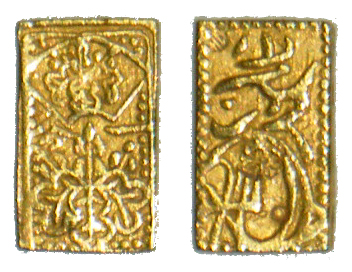
慶長一分判 光次の極印と花押

文禄2年（1593年）、橋本庄三郎は徳川家康と接見し、文禄4年（1595年）には彫金師の後藤徳乗の名代として江戸に下向した。出身は美濃国加納城主長井藤左衛門利氏の末裔ともされるが、疑問視されている。庄三郎の本姓は山崎との説もある。庄三郎が京都の後藤家の職人として従事しているうちに徳乗に才覚を認められ、代理人に抜擢されたとされる。庄三郎は徳乗と家康に後藤庄三郎光次の名、五三桐紋の使用を許された。京都の後藤家は室町幕府以来の御用金匠であり、茶屋四郎次郎家、角倉了以家と共に京都の三長者と呼ばれた。
当時、判金といえば大判のことであったが、家康は貨幣としての流通を前提とした一両小判の鋳造の構想があった。「武蔵壹兩光次（花押）」と墨書され、桐紋極印の打たれた武蔵墨書小判が現存し、これが庄三郎が江戸に下向した当時鋳造された関八州通用の領国貨幣であるとされている。
後藤庄三郎光次は文禄4年に江戸本町一丁目を拝領し、後藤屋敷を建て、屋敷内に小判の験極印を打つ後藤役所を設けた。この地は現在、日本橋本石町の日本銀行本店所在地にあたる。また慶長6年（1601年）には京都、慶長12年（1607年）には駿府、また元和7年（1621年）には佐渡に後藤役所出張所を設けて、極印打ちを開始した。さらに天領の金山、銀山を支配し、家康の財政、貿易などの顧問として権力を誇った。しかし二代庄三郎広世以降は金座支配のみにとどまった。また、庄三郎光次は文禄5年3月2日（1596年3月30日）付の後藤徳乗、後藤四郎兵衛、後藤長乗に提出した証文において、後藤の姓を名乗るのは光次自身一代限りと宣誓していたが、結果的に反故にされ、徳川家の権威を背景に京都の後藤宗家も黙認したとされる。
天領の金山から産出する公儀の吹金を預り、小判に鋳造する場合の手数料である分一金は、慶長期初期は吹高10両につき金目五分であったが、後に後藤手代の取り分は吹高1000両につき10両と定められた。
なお、金座の名称は直吹となった元禄改鋳以降に称されるようになったという説もあるが、延宝2年4月（1674年）の幕府の触書にも金座の名称が登場している。しかし京都では明暦、寛文のころ小判座と称していた。小判、一分判、二分判、二朱判、一朱判および五両判のような金貨には何れも「光次（花押）」の極印が打たれている。

## 後藤庄三郎家
家職は後藤庄三郎家による世襲制であったが、大半は養子縁組（細線）によるもので、嫡子と推定されているのは七代、八代、十代、および十一代のみである。二代庄三郎広世は徳川家康の落胤と後藤家の後藤庄三郎由緒書は伝えている。
九代庄三郎光暢は金貨鋳造時に金目を一部横領し、品位を誤魔化したとして寛政2年（1790年）に永蟄居となっている。
さらに文化7年（1810年）8月には、不正発覚により光暢は梟首、十一代庄三郎光包は伊豆国(三宅島)に遠島流罪となり、庄三郎家は断絶した。
```
元祖・
光次

     ｜
   二代目・庄三郎
広世

     ｜
   三代目・庄三郎
良重

     ｜
   四代目・庄三郎
光世

     ｜
   五代目・庄之助
広雅

     ｜
   六代目・庄三郎
光富

     ┃
   七代目・庄三郎
光品

     ┃
   八代目・庄三郎
光焞

     ｜
   九代目・庄三郎
光暢

     ┃
   十代目・庄三郎
光清

     ┃
   十一代目・庄三郎
光包
```

## 庄三郎家断絶後の御金改役
御金改役十二代は光次の養子後藤庄吉の末裔で、分家筋であった銀座年寄役後藤三右衛門孝之が継いだ。そのあとを継いだ十三代三右衛門光亨は水野忠邦の側近となり、天保の改革における改鋳事業に参画した。しかし忠邦の失脚後に奢侈を尽くし、政治を批判した罪で弘化2年（1845年）に処刑され、三右衛門家も断絶した。御金改役には京都の後藤四郎兵衛家から吉五郎光弘が迎えられ、これが最後の御金改役となった。安政2年10月2日（1855年11月11日）に起こった安政江戸地震後は金座に持ち込まれた焼流金銀の買収業務に不正があったとして手代の長岡兵馬らが処分されている。
慶応4年4月17日（1868年5月9日）、金座および銀座は明治新政府に接収され、太政官に設けられた貨幣司の下、吉五郎光弘は二分判などの貨幣の製造を取り仕切ったが、明治2年2月5日（1869年3月17日）には貨幣司も廃止されて金銀座関係者は解任され、明治5年4月（1872年）吉五郎光弘は大蔵省より本町の後藤屋敷からの退去を命じられた。
|                    | 家督                     | 続柄                                                          | 室                                                     | 生                        | 没                         |
| ------------------ | ------------------------ | ------------------------------------------------------------- | ------------------------------------------------------ | ------------------------- | -------------------------- |
| 元祖庄三郎光次     | 文禄4年（1595年）        |                                                               | 先室後藤徳乗娘、 後室旗本青山善左衛門正長の 長女大橋局 | 元亀2年（1571年）         | 寛永2年（1625年）7月23日   |
| 二代庄三郎広世     | 寛永2年（1625年）7月23日 | 母は大橋局、父は徳川家康との説                                |                                                        | 慶長11年（1606年）6月24日 | 延宝8年（1680年）3月14日   |
| 三代庄三郎良重     | 寛永18年（1641年）       | 大判座九代程乗の嫡子、養子                                    | 広世の娘婿重次の娘                                     | 元和8年（1622年）10月朔日 | 宝永4年（1707年）12月朔日  |
| 四代庄三郎光世     | 延宝5年（1677年）9月     |                                                               |                                                        | 正保2年（1645年）10月     | 宝永2年（1705年）7月7日    |
| 五代庄之助広雅     | 宝永2年（1705年）7月7日  | 広世の三男長井宗兵衛広規の長男、養子                          |                                                        | 延宝2年（1674年）5月      | 宝永2年（1705年）8月晦日   |
| 六代庄三郎光富     | 宝永2年（1705年）8月     | 光世の弟後藤宇右衛門良泰の次男、養子                          |                                                        | 延宝7年（1679年）7月      | 寛保元年（1741年）12月10日 |
| 七代庄三郎光品     | 寛保2年（1742年）3月5日  | 光富の嫡子?                                                   |                                                        |                           | 宝暦元年（1751年）6月朔日  |
| 八代庄三郎光焞     | 宝暦元年（1751年）9月    | 光品の嫡子?                                                   |                                                        |                           | 明和2年（1765年）7月3日    |
| 九代庄三郎光暢     | 明和2年（1765年）7月2日  | 光次室の末裔旗本青山善十郎長聴の次男・ 金座人青山兵之助、養子 |                                                        | 宝暦9年（1759年）         | 文化7年（1810年）8月11日   |
| 十代庄三郎光清     | 寛政2月（1790年）正月    | 光暢の嫡子?                                                   |                                                        |                           | 文化2年（1805年）          |
| 十一代庄三郎光包   | 文化2年（1805年）5月     | 光清の嫡子?                                                   |                                                        |                           | 天保14年（1843年）6月      |
| 十二代三右衛門孝之 | 文化7年（1810年）8月13日 | 光次の養子庄吉方之家銀座年寄役                                |                                                        |                           | 文化11年（1814年）10月25日 |
| 十三代三右衛門光亨 | 文化13年（1816年）12月   | 信濃飯田の商人林弥七の三男、養子                              | 方至の娘マサヨ                                         | 寛政8年（1796年）         | 弘化2年（1845年）10月3日   |
| 十四代吉五郎光弘   | 弘化2年（1845年）10月9日 | 大判座十六代後藤方乗の嫡子                                    |                                                        | 天保5年（1834年）10月26日 | 明治26年（1893年）10月4日  |